# Анастасия (певица)
Анастасия (полное имя Анастасия Владимировна Минцковская; девичья фамилия Протасенко; род. 4 августа 1965, Москва) — советская и российская певица, автор стихов и музыки.

## Биография

### Ранние годы
Прадед, Иван Николаевич Шмелёв, погиб под Ржевом во время Великой Отечественной войны.
Бабушка — из-под Рязани, а дед — грузин Григорий Салдадзе — генерал, во время Великой Отечественной войны служил на Дальнем Востоке. Мама родилась по дороге в Магадан: «Во мне текут несколько кровей — украинская, грузинская, русская и польская».
Мать, Людмила Салдадзе (1940—2023) — режиссёр-документалист, кинодраматург, писатель; окончила режиссёрский факультет ВГИКа в мастерской Сергея Герасимова; заслуженный деятель искусств РСФСР, лауреат Государственной премии СССР, работала в документальном кино.
Отец, Владимир Протасенко — киноактёр, работал в Театре киноактёра, снимался в эпизодах фильмов «Мимино», «Джентльмены удачи», «Айболит-66».
Анастасия родилась 4 августа 1965 года в роддоме у Никитских ворот (на его месте теперь стоит здание ИТАР-ТАСС). Родители не могли уделять много времени воспитанию дочери, так как постоянно были на съёмках или на репетициях. Воспитывала Настю бабушка Анна Ивановна Шмелёва. После развода родителей девочка испытала сильное потрясение и попала в больницу с нервным расстройством.
Её брат от второго брака отца, Глеб Протасенко, стал телеведущим «Пятого канала».
В музыкальной школе училась у педагога Елены Квинтилиановны Анисимовой.
Поступив в 16 лет на актёрский факультет Щукинского театрального училища (художественный руководитель курса М. Р. Тер-Захарова, педагоги А. А. Ширвиндт, Ю. В. Катин-Ярцев), успешно завершила обучение в 1986 году. В студенческие годы подрабатывала в Театре зверей Дурова, пела песенки Барсука, Лисицы, Волка, Медведя. Дипломными спектаклями были «Прощай, оружие» и «Безотцовщина». По окончании училища Анастасия три года проработала в Московском театре драмы, но быстро поняла, что драматическая сцена ей ничего не может дать в творческом плане, и ушла в «свободное плавание».

### Карьера

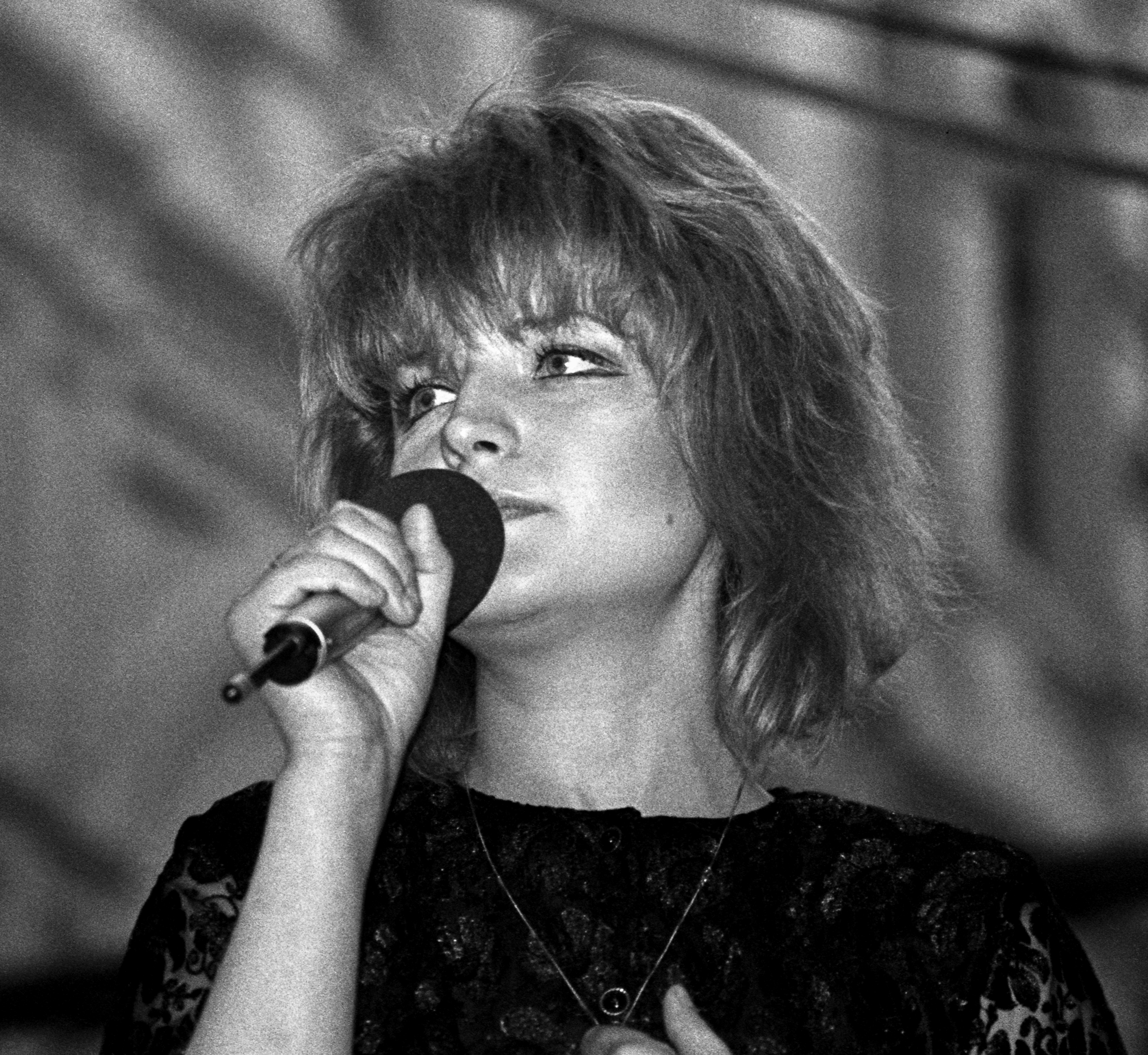
Певица Анастасия на праздновании 100 лет ГУМа, Москва, 6 июня 1993 года, автор фото: Лев Медведев

Была ведущей телепрограммы «Шире круг» 1 мая 1986. В 1984 году в телепередаче «Шире круг» Анастасия Минцковская и Александр Скляров 1 мая вместе исполнили песню «Нам с тобою по пути».
В 1987 году дебютировала в кино — сыграла небольшую роль в фильме «Апелляция» с Вячеславом Тихоновым в главной роли.
Певческую карьеру начинала как рок-певица (сценический дебют состоялся в городе Брянске). В 1989 году вышел первый альбом Анастасии «Высокий каблук», который сделал её популярной.
В 1991 году появилась в концерте на баррикадах сразу после событий у Белого дома. В том же году дебютный альбом был переиздан на пластинке, песни «Высокий каблук» (музыка Ашот Филипп , слова Анастасии), «Королева золотого песка» (музыка О. Иванова, слова А. Поперечного), «Мамин крестик» (музыка О. Иванова, слова В. Степанова), — стали хитами.
В 1993 году радиостанция «Радио Рокс» объявила Анастасию «лучшей певицей года». Анастасия записала дуэты с Юлианом, Акимом Салбиевым. Выступала в странах Европы, в 1996 году совершила гастрольную поездку по США.
В 1996 году в передаче «Акулы пера» Анастасию спросили: «А сколько вы получаете за своё выступление?» Певица в ответ заявила: «Я отвечу на этот вопрос, но прежде я скажу, сколько вынуждена платить телевидению». В 1997 году в прессе об этом происшествии писали, в частности, следующее: «Вячеслав Добрынин назвал Анастасию прокурором эстрады. Она считает, что точнее будет сказать так: адвокат артистов. Она выступила в открытую против поборов с артистов — взяток „дармоедам“ на телевидении (это те, что встали между артистами и эфиром), против бездарных, безголосых певиц и певцов, „поющих“ под фонограмму, но зато щедро оплачивающих тех, от кого зависит „быть или не быть“…„. В одном из последующих интервью сама певица говорила: «После выхода этой программы в эфир мне стали звонить люди, с которыми прежде я не была знакома: Нани Брегвадзе, Алла Баянова, Станислав Садальский. Они звонили и говорили мне: „Спасибо вам за смелость“».
О своём творчестве сама Анастасия говорит так:
я никогда не пою под фонограмму (…) Я не могу обманывать людей: выходить и открывать рот.
В театре мне давали роли, которые могла исполнить только поющая актриса. Мои однокурсники иногда говорят: «Ты изменила театру». Я отвечаю: «Я создала свой театр». Каждая песня — это спектакль, пусть маленький, не больше пяти минут, но это всё равно спектакль, это всё равно театр. Кстати, я никогда не пою под фонограмму, считаю позорищем.
Я не считаю себя певицей. Я актриса, которая поёт. И каждая исполненная мной на сцене песня — тот же спектакль, только не трёхчасовой, а трёхминутный. Те же эмоции, те же драмы. Самое главное в моих песнях — тексты и актёрская передача их смысла. Так что я остаюсь верна театру.
На пресс-конференции Филипп Киркоров заявил, что от участия в концерте «Сюрприз для Аллы Борисовны», проходившем 15 апреля 1997 года в с/к «Олимпийский» и посвящённом дню рождения Аллы Пугачевой, отказались только две певицы (имён он не назвал); месяцем позже Анастасия заявила: «Я отказалась, потому что у меня были три причины. Во-первых, (…) этот концерт был абсолютно весь под фонограмму — таким было условие участия. (…) Во-вторых, я вообще не увлекаюсь караоке, у меня достаточно своих песен. А в-третьих, это было такое явное собирание гарнира для того, чтобы показать котлету в тарелке… Я же никогда гарниром не была и не буду. В общем, я не видела целесообразности своего участия в этом концерте, если честно. И потом „на носу“ была большая поездка по Дальнему Востоку. Я прекрасно понимала, что у меня не будет возможности подготовиться к концерту…». Артистка последовательно высказывается против «фонограмщиков» и взяток телевизионным каналам ради эфира.
В том же 1997 году выпустила сразу три альбома: «Губа не дура», «Королева золотого песка» и «Лучшее, любимое и только для вас!», к концу 1997 года у певицы было издано пять альбомов, и шестой был подготовлен к выходу. В 1997 году у Анастасии прошли два сольных концерта в Москве, один из которых — презентация альбома «Губа не дура» в ГЦКЗ «Россия». После 1998 года певица записала в течение последующих 5—8 лет около 50 песен.
В июле 2002 года театр песни «Анастасия» в качестве благотворительной акции дал 15 концертов в полках 201-й дивизии в Душанбе. При содействии радио «Шансон» тогда же в 2002 году в ГКЗ «Россия» в новой сольной программе Анастасии «Между двух полюсов» прозвучали некоторые неизданные песни, в том числе и баллада «Офицер» (О. Каледин — Д. Усманов). В этот период певица много гастролировала по России, побывала в Германии, США, Израиле и Чехии, а также записала двойной альбом «Без тебя…» (который посвящён бабушке Анне Ивановне).
В марте 2002 года певица планировала закончить работу над книгой, для которой было выбрано название «Всем спасибо!».
В 2004 году совместно с Акимом Салбиевым записала альбом «Город для двоих» (в содружестве с композитором Анатолием Зубковым и поэтессой Риммой Казаковой).
В 2006 году в прокат вышел обновлённый мультфильм «Русалочка», озвученный российскими звездами; Минцковская озвучивала Урсулу.
В 2007 году Анастасия вместе со Стасом Садальским играла спектакль «Питер-Москва-Париж».. В сентябре 2007 года и в январе 2009 года прошли сольные концерты певицы в московском Театре эстрады.
В сентябре 2013 года принимала участие в концертной программе, посвящённой дню города Москвы.
В 2021 году приняла участие в проекте «Суперстар! Возвращение», где исполнила свою песню «Высокий каблук», «Угонщица» Ирины Аллегровой, «Верни мне музыку» Муслима Магомаева, «Dream a little dream of me» Эллы Фицджеральд, «Колдовское озеро» Вячеслава Добрынина, «Алкоголичка» Артура Пирожкова, «Milord» Эдит Пиаф, «К единственному, нежному» Любови Успенской и «Рюмка водка на столе» Григория Лепса. Заняла 4 место.

### Личная жизнь
Певица была в браке несколько раз.
Первый раз Анастасия вышла замуж в 18 лет — за друга детства, инженера Алексея Минцковского, и вскоре, весной 1985 года, будучи на третьем курсе Щукинского училища, родила дочь.
- От первого брака у Анастасии единственная дочь Анна. Двое внуков: Арсений и Степан.

Следующий супруг Владимир Зудин был также и её продюсером. В 2006 году сообщалось, что он также являлся директором театра песни «Анастасия» и «академиком Академии проблем безопасности, обороны и правопорядка, созданной В. В. Путиным». Прожив 8 лет, они развелись в 2013 году.
30 марта 2019 года Анастасия вышла замуж за Юлиана, но брак продержался чуть больше года, и в апреле 2020 года супруги объявили о разводе.
До 2011 года певица жила в Москве в Хамовниках.
Анастасия признаёт себя глубоко верующим человеком.
В 2011 году, по инициативе заместителя главы местной администрации, для Анастасии выделили участок в деревне Борки Зубцовского района Тверской области, на месте бывшего штаба оберштурмбанфюрера СС Отто Скорцени. 17 января 2014 года дом был уничтожен пожаром, остался только фундамент; спящих людей от гибели спасла одна из собак Анастасии — джек-рассел-терьер Чуча. Полиция не исключает, что дом певицы в Тверской области сгорел в результате поджога. Певец Юлиан подарил Анастасии трёхэтажный особняк стоимостью 10 миллионов долларов взамен её сгоревшего двухэтажного загородного коттеджа.
Анастасия в нескольких интервью сообщала о своём знакомстве с Джуной и о своём уважении к ней, а также рассказывала, что знает многих, кому помогла эта целительница; в том числе «мужа она тоже вылечила, после того как в двух больницах ему даже не смогли поставить диагноз».

## Общественная позиция
Поддержала вторжение России на Украину, участвовала в концертах, направленных на сбор средств для российских военных.

## Дискография
1. 1990 — «Высокий каблук» (Мелодия, LP, 1990, номер по каталогу: С60 30739 005; 1992 — изменённый вариант).
2. 1991 — «Анастасия. Давай поговорим» (грампластинка, LP, Sintez records, RiTonis, 1991, номер по каталогу: 1-042-С-6).
3. 1993 (LP), 1994 (CD) — «Давай поговорим» (Мелодия, Sintez records, RiTonis).
4. 1993 — «Хрустальные цепи» (магнитоальбом, студия А. Кальянова, 1993).
5. 1994 — «Неотправленное письмо» (AVA Records, CD, 1994; номер по каталогу: V 94004).
6. 1994 — «Я совсем другая» (Студия А. Кальянова; АPEX Ltd., CD, 1995; номер по каталогу: AXCD 2-0044).
7. 1995 — «Королева золотого песка» (АPEX Ltd., CD, 1995; номер по каталогу: AXCD 2-0072).
8. 1997 — «Губа не дура» (Progam, CD, 1997).
9. 1997 — «Разбитые зеркала» (остался не изданным).
10. 1998 — «Анастасия. Лучшее, любимое» (Progam, CD, 1998).
11. 2002 — двойной альбом «Без тебя…»
12. 2004 — «Имена на все времена» (Мистерия звука, CD, 2004; Монолит-рекордс, CD, 2007).
13. 2004 — Город для двоих. Анастасия и Аким Салбиев (Студия «Эпос»; CD Land, CD, 2004; номер по каталогу: CDLR 0441 CD)
14. 2011 — «Атмосферное явление».